# België op de Paralympische Zomerspelen 1972
België nam deel aan de Paralympische Zomerspelen 1972 in Heidelberg, West-Duitsland. 

## Medailleoverzicht
| Sport       | Olympiër           | Discipline               | Medaille |
| ----------- | ------------------ | ------------------------ | -------- |
| Atletiek    | Frank Jespers      | 100 m 3 (m)              | Goud     |
|             |                    |                          |          |
| Tafeltennis | L. Verbrauwe       | Individueel Klasse 4 (v) | Zilver   |
|             |                    |                          |          |
| Atletiek    | Remi Van Ophem     | Discuswerpen 4 (m)       | Brons    |
| Atletiek    | Remi Van Ophem     | 100 m 4 (m)              | Brons    |
| Dartchery   | Seilleur Van Braet | Paren open (m)           | Brons    |

## Atletiek
| Plaats           | Discipline                   | Categorie | Naam              | Afstand | Tijd | Punten |
| ---------------- | ---------------------------- | --------- | ----------------- | ------- | ---- | ------ |
| 7                | Mannen discuswerpen          | 1A        | Wauters           | 6,52    |      |        |
| 24               | Mannen discuswerpen          | 1B        | Michel De Kemp    | 6,06    |      |        |
| 17               | Vrouwen discuswerpen         | 3         | Alice Verhee      | 10,02   |      |        |
| Brons            | Mannen discuswerpen          | 4         | Remi Van Ophem    | 28,32   |      |        |
| 25               | Mannen discuswerpen          | 4         | Andre Allemeersch | 17,99   |      |        |
| 10               | Vrouwen discuswerpen         | 5         | Verbauwe          | 10,98   |      |        |
| 7                | Mannen kogelstoten           | 1A        | Wauters           | 2,51    |      |        |
| 22               | Mannen kogelstoten           | 1B        | Michel De Kemp    | 2,42    |      |        |
| 24               | Vrouwen kogelstoten          | 3         | Alice Verhee      | 3,61    |      |        |
| 8                | Mannen kogelstoten           | 4         | Andre Allemeersch | 7,28    |      |        |
| 14               | Mannen kogelstoten           | 4         | Remi Van Ophem    | 6,81    |      |        |
| 13               | Vrouwen kogelstoten          | 5         | Verbauwe          | 4,45    |      |        |
| 6                | Mannen slalom                | 1B        | Michel De Kemp    |         | 72.1 |        |
| 5                | Mannen slalom                | 4         | Andre Allemeersch |         | 49.7 |        |
| 9                | Mannen speerwerpen           | 1A        | Wauters           | 5.,62   |      |        |
| 16               | Mannen speerwerpen           | 1B        | Michel De Kemp    | 7,33    |      |        |
| 27               | Vrouwen speerwerpen          | 3         | Alice Verhee      | 6,92    |      |        |
| 10               | Mannen speerwerpen           | 4         | Andre Allemeersch | 17,81   |      |        |
| 21               | Mannen speerwerpen           | 4         | Remi Van Ophem    | 15,06   |      |        |
| 11               | Vrouwen Speerwerpen          | 5         | Verbauwe          | 7,68    |      |        |
| 9                | Mannen precisie-speerwerpen  |           | Delobel           |         |      | 34     |
| 12               | Mannen precisie-speerwerpen  |           | Andre Allemeersch |         |      | 33     |
| 23               | Mannen precisie-speerwerpen  |           | Andre Gurman      |         |      | 32     |
| 29               | Vrouwen precisie-speerwerpen |           | Alice Verhee      |         |      | 31     |
| 37               | Vrouwen precisie-speerwerpen |           | Verbauwe          |         |      | 29     |
| 8ste in de heats | Mannen wheelen 60 m          | 1A        | Wauters           |         | 44.1 |        |
| 19de in de heats | Mannen wheelen 60 m          | 1B        | Michel De Kemp    |         | 31.7 |        |
| Goud             | Mannen wheelen 100 m         | 3         | Frank Jespers     |         | 23.9 |        |
| Brons            | Mannen wheelen 100 m         | 4         | Remi Van Ophem    |         | 22.2 |        |
| 12               | Mannen wheelen 100 m         | 4         | Andre Allemeersch |         | 24.5 |        |

## Basketbal
| Olympiër       | Discipline | Resultaat | Prestatie |
| -------------- | ---------- | --------- | --------- |
| Namen onbekend | Mannen     |           |           |

## Boogschieten
| Plaats | Categorie                       | Naam      | Punten |
| ------ | ------------------------------- | --------- | ------ |
| 9      | Mannen FITA Ronde Open          | Guy Grun  | 1981   |
| 18     | Mannen FITA Ronde Open          | Schelfaut | 1763   |
| 21     | Mannen FITA Ronde Open          | Seilleur  | 1734   |
| 17     | Mannen Korte Western Ronde Open | Van Praet | 708    |

## Dartchery
| Plaats | Categorie         | Naam      |
| ------ | ----------------- | --------- |
| Brons  | Mannen Paren open | Seilleur  |
| Brons  | Mannen Paren open | Van Braet |

## Gewichtheffen
| Plaats | Categorie          | Naam           | Gewicht |
| ------ | ------------------ | -------------- | ------- |
| 5      | Lichtgewicht       | Remi Van Ophem | 100 kg  |
| 6      | Licht-zwaargewicht | Pollin         | 125 kg  |
| 5      | Zwaargewicht       | Delobel        | 140 kg  |

## Schermen
| Plaats               | Evenement     | Klasse      | Naam                |
| -------------------- | ------------- | ----------- | ------------------- |
| 4                    | Mannen sabel  | Individueel | Frank Jespers       |
| 3de in de groepsfase | Mannen sabel  | Individueel | Wilfred Van Brauene |
| 4de in de groepsfase | Mannen sabel  | Individueel | Wim Jacob           |
| 4de in de groepsfase | Vrouwen degen | Individueel | Alice Verhee        |
| 5de in de groepsfase | Vrouwen degen | Individueel | Ann Matthys         |

## Tafeltennis
| Plaats       | Categorie                     | Naam              |
| ------------ | ----------------------------- | ----------------- |
| kwartfinales | Vrouwen Individueel Klasse 1B | Drouwin           |
| Zilver       | Vrouwen Individueel Klasse 4  | L. Verbrauwe      |
| kwartfinales | Mannen Individueel Klasse 4   | Richard De Zutter |

## Zwemmen
| Plaats           | Afstand                  | Categorie | Naam                | Tijd/Punten |
| ---------------- | ------------------------ | --------- | ------------------- | ----------- |
| 4                | Mannen 50 m rugslag      | 3         | Frank Jespers       | 52.768      |
| 17de in de heats | Mannen 100 m rugslag     | 5         | Johan Van Keymeulen | 1:51.523    |
| 7                | Mannen 100 m schoolslag  | 5         | Johan Van Keymeulen | 2:06.067    |
| 7de in de heats  | Mannen 50 m vrije slag   | 3         | Frank Jespers       | 50.455      |
| 13de in de heats | Mannen 3x50 m wisselslag | 5         | Johan Van Keymeulen | 3:01.189    |

Argentinië · 
Australië · 
Bahama's · 
België · 
Bondsrepubliek Duitsland · 
Brazilië · 
Canada · 
Denemarken · 
Egypte · 
Finland · 
Frankrijk · 
Groot-Brittannië · 
Hong Kong · 
Hongarije · 
Ierland · 
India · 
Israel · 
Italië · 
Jamaica · 
Japan · 
Joegeslavië · 
Kenia · 
Korea · 
Maleisië · 
Malta · 
Mexico · 
Nederland · 
Nieuw-Zeeland · 
Noorwegen · 
Oeganda · 
Oostenrijk · 
Peru · 
Polen · 
Rhodesië · 
Roemenië · 
Spanje · 
Tsjecho-Slowakije · 
Verenigde Staten · 
Zuid-Afrika · 
Zweden · 
Zwitserland